# New Jersey Copa FC
El New Jersey Copa FC es un equipo de fútbol de Estados Unidos que juega en la USL League Two, la cuarta división nacional.

## Historia
Fue fundado en el año 2004 en la ciudad de Metuchen, New Jersey con equipos de hombres, mujeres y juveniles con equipos semiprofesionales y aficionados; y es parte de la FC Copa Academy.
En 2016 juega en la NPSL por primera vez, jugando en ella cuatro temporadas en las que en 2017 llega a la final de conferencia, mismo año en el que juega en la US Open Cup por primera vez perdiendo en la primera ronda ante el FC Motown por 0-2 de local.

## Jugadores

### Plantel
- Actualizado el 26 de Junio de 2022

- = Capitán